# حصان بانامبا
حصان بانامبا أو حصان بيليدوڭو (بالفرنسية: cheval de Banamba أو cheval du Bélédougou) هو سلالة أحصنة نشأت في مالي، وتنتمي لمجموعة أحصنة غرب إفريقيا البربرية.

## التاريخ
يسمى حصان بانامبا أيضا بالحصان المالي لإنشاره الشاسع بدولة مالي، تصف فيفيانا إيستر في مقالها المكرس لعائلة بامبارا (1954) حصان بانامبا بأنه حصان بربري تغير بفعل المناخ والإنسان. يعتبر أول من أدخل هذا الحصان حسب الروايات الشفهية هي الماما دينكا جدة شعب السننكي، تم إنتشرت تربيته تقليديًا في المناطق الغنية لدى شعوب السننكي والبامبارا وقبائل أخرى. استخدم سوندياتا كايتا مؤسس مملكة مالي هذه الأحصنة بسلاح الفرسان المالي، ثم انطلقت تجارة الخيول الحربية بعد ذالك مما ساهم في انتشار أحصنة غرب إفريقيا البربرية في مناطق أخرى.
في يومنا هذا، أكبر مراكز تكاثر هذه السلالة يتواجد في مدينة توبا بمنطقة كوليكورو المالية. تستخدم أحصنة بانامبا حاليا في مسابقات الفروسية المحلية في مالي كما تستخدم كذالك كأحصنة جر أو أحصنة ركوب سياحية.

## وصف
يقدم حصان بانامبا كحصان بربري غرب إفريقي، يصفه اوجوستين تشالاميل بأنه حصان صغير نسبيا (1.34 م إلى 1.44 م)، ضيق وقبيح. من ناحية أخرى، تم وصفها في كتاب «المراجعة العامة للطب البيطري» بأنها متينة جدًا.
يصفها جورج دوتريسول (عام 1952) بأنها خيول متوسطة الحجم، حوالي 1.45 م إلى 1.50 م. وتشتهر أحصنة بانامبا بأنها أكثر قوة من خيول المناطق الصحراوية.